# Millstone (New Jersey)
Millstone ist eine Stadt im Somerset County, New Jersey, USA. Das U.S. Census Bureau ermittelte bei der Volkszählung 2020 eine Einwohnerzahl von 448.

## Geographie
Nach den Angaben des United States Census Bureaus hat die Stadt eine Gesamtfläche von 1,9 km2, wobei keine Wasserflächen miteinberechnet sind.

## Demographie
Nach der Volkszählung von 2000 gibt es 410 Menschen, 169 Haushalte und 126 Familien in der Stadt. Die Bevölkerungsdichte beträgt 211,1 Einwohner pro km2. 97,56 % der Bevölkerung sind Weiße, 0,98 % Afroamerikaner, 0,00 % amerikanische Ureinwohner, 0,98 % Asiaten, 0,00 % pazifische Insulaner, 0,00 % anderer Herkunft und 0,49 % Mischlinge. 3,17 % sind Latinos unterschiedlicher Abstammung.
Von den 169 Haushalten haben 25,4 % Kinder unter 18 Jahre. 59,8 % davon sind verheiratete, zusammenlebende Paare, 9,5 % sind alleinerziehende Mütter, 24,9 % sind keine Familien, 18,9 % bestehen aus Singlehaushalten und in 8,9 % Menschen sind älter als 65. Die Durchschnittshaushaltsgröße beträgt 2,43, die Durchschnittsfamiliengröße 2,79.
19,3 % der Bevölkerung sind unter 18 Jahre alt, 4,1 % zwischen 18 und 24, 25,4 % zwischen 25 und 44, 34,1 % zwischen 45 und 64, 17,1 % älter als 65. Das Durchschnittsalter beträgt 46 Jahre. Das Verhältnis Frauen zu Männer beträgt 100:99,0, für Menschen älter als 18 Jahre beträgt das Verhältnis 100:91,3.
Das jährliche Durchschnittseinkommen der Haushalte beträgt 76.353 USD, das Durchschnittseinkommen der Familien 83.118 USD. Männer haben ein Durchschnittseinkommen von 60.156 USD, Frauen 36.406 USD. Der Prokopfeinkommen der Stadt beträgt 30.694 USD. 4,6 % der Bevölkerung und 3,1 % der Familien leben unterhalb der Armutsgrenze, davon sind 6,4 % Kinder oder Jugendliche jünger als 18 Jahre und 7,3 % der Menschen sind älter als 65.

## Söhne und Töchter der Stadt
- Frederick T. Frelinghuysen (1817–1885), US-amerikanischer Außenminister 1881–1885